# Sedan, Kansas
Sedan là một thành phố thuộc quận Chautauqua, tiểu bang Kansas, Hoa Kỳ. Năm 2010, dân số của xã này là 1124 người.

## Dân số
Dân số các năm:
- Năm 2000: 1342 người
- Năm 2010: 1124 người